# Liu Zhi
Liu Zhi (eenvoudig Chinees: 刘秩; traditioneel Chinees: 劉秩;pinyin: Liú Zhì; 8e eeuw), omgangsnaam Zuoqing (柞卿) was een Chinese historicus, en auteur van de Zhengdian. Hij was de vierde zoon van Liu Zhiji. Weinig is bekend over zijn leven behalve dan dat hij een beambte was gedurende de regering van keizer Xuanzong en bij verschillende gelegenheden werd afgezet.